# Luís Filipe Barros
Luís Filipe Barros (Lisboa, 30 de janeiro de 1949), é um dos nomes míticos da rádio portuguesa, fundador, por exemplo, do aclamado "Rock Em Stock", na Rádio Comercial, entre 1979 e 1982 e entre 1986 e 1993. "O verdadeiro Rei da Rádio", na expressão de Ruy Castelar, outro homem da rádio.
É realizador-chefe da RDP, reformado, e, atualmente, explora a rádio 105.4, em Cascais.É casado, tem um filho, Rui, e uma neta, Maria.

## Percurso
Luís Filipe dos Prazeres Domingues Barros nasceu numa moradia já demolida na Av. Duque de Ávila, em Lisboa, no dia 30 de janeiro de 1949.
Estudou no Externato Cristal, em Lisboa, com António Sérgio e perdia os dias a ouvir a Radio Caroline, de Londres, a sua grande aprendizagem e influência.
Começou a fazer rádio em 1968, na Rádio Renascença, por sua iniciativa.
“A Renascença era a minha estação preferida e eu ia lá bater à porta, falar
com os locutores, etc. Um dia, o Armando Marques Ferreira convidou-me a fazer
uma rubrica”.
A rubrica era aos domingos à noite e chamava-se "FES-Festival",
onde já passava Led Zeppelin. Ganhava 400 escudos.
Na mesma altura, iniciou o curso de 3 anos de locutor na Rádio Universidade (RU), tendo tido como colegas de curso, entre outros, Henrique Garcia, Dina Aguiar, Fernando de Sousa, Ricardo Saló e Luís Paixão Martins. O monitor era Fernando Balsinha.
Na RU, no final do curso, em 1971, assinava um programa de 13 minutos intitulado "Paralelo 71". "Won't Get Fooled Again", dos Who, era então uma das suas canções preferidas.
Um dos seus primeiros trabalhos foi uma entrevista a Maurice Gibb, dos Bee Gees, que veio a Portugal em lua de mel com a sua mulher, Lulu, vencedora do Festival da Eurovisão em 1969 com "Boom Bang-A-Bang".
Tornou-se locutor profissional em 1971 e o seu primeiro ofício foi no "Tempo ZIP" (estreado no dia 29 de março de 1970, na Rádio Renascença), onde, a convite de José Fialho Gouveia, foi substituir José Nuno Martins, chamado para cumprir o serviço militar obrigatório. Quando chegou a altura de também ir para a tropa, Luís Filipe Barros foi substituído no programa por Pedro Castelo.
"Estive três meses no programa com Joaquim Furtado (todos os outros já tinham saído) e depois também fui chamado para a tropa".
Luís Filipe Barros esteve em Angola durante 29 meses, entre 1 de novembro de 1971 e 1 de janeiro de 1974. No dia 25 de abril de 1974, já estava na vida civil.
No regresso de Angola, voltou à Renascença, em maio de 1974, e fez, com António Sérgio, o programa "Zero Duas", que era transmitido da meia-noite às duas da manhã e onde estreou nomes como Supertramp ou Yes e também passava rock alemão.
"Foi a primeira experiência que tive a passar a música de que efetivamente gostava. Bandas de que não gosto, não passo. Escusam de vir com elas".
Saiu da Rádio Renascença em 1975 durante o PREC (Processo Revolucionário Em Curso) e integrou a redação do jornal "Página Um", de extrema-esquerda, juntamente com Artur Albarran, Artur Queirós, Luís Paixão Martins e Fernando de Sousa, entre outros, e, posteriormente, a redação do "Extra" que albergou os jornalistas suspensos do "Diário de Notícias" na sequência dos acontecimentos do 25 de Novembro, entre os quais, José Saramago.
Fez parte depois, até 1978, do Gabinete de Defesa do Consumidor (com Beja Santos), o primeiro do País, no ministério do Comércio e Turismo de Mota Pinto (I Governo Constitucional, 1976-1977), onde fez os programas "Toma Lá Dá Cá" e "Pão Pão Queijo Queijo".
No dia 9 de abril de 1979  começou a apresentar o programa "Rock Em Stock" (nome que José Nuno Martins foi buscar a um programa francês) que se tornou um dos programas mais emblemáticos dessa época. 
Foi o último programa a arrancar na nova Rádio Comercial, que iniciara as suas emissões a 1 de março, substituindo o Rádio Clube Português, sendo diretor João David Nunes. O horário da emissão era das 15.00 às 18.00.
O contrato para a realização do programa foi assinado por Luís Filipe Barros com Humberto Augusto Lopes e Rui Ressurreição, administradores da RDP, no dia 31 de maio de 1979, por 70 euros por cada programa.
Além de Luís Filipe Barros, arrancaram com o programa Jaime Fernandes, Jorge Fallorca, Rui Morrison e Paulo Coelho (que também ia ao microfone), a que se juntaram, a curto prazo, Rui Neves e Ricardo Camacho, este último que viria a ser peça fundamental na Sétima Legião, médico, tido como um dos maiores especialistas portugueses na investigação da SIDA.
O indicativo do programa era "I'm OK", dos Styx, e a primeira música transmitida foi "Turn Me On", dos Tubes. Também foi a última em 1982, antes do hino nacional.
"Rock em Stock" é dos principais programas de rádio jamais realizados em Portugal, ombreando com "Em Órbita", inicialmente no Rádio Clube Português (1965) e depois também na Rádio Comercial.
Inovador, foi pioneiro no "estilo Radio Caroline" em Portugal e, como viria a dizer David Ferreira, antigo editor e radiolojista na Antena 1, disco que não passasse no "Rock em Stock" era como se não existisse.
"Rock em Stock" foi igualmente decisivo no relançamento do rock feito em Portugal, nascido a 28 de outubro de 1960 com a edição do EP "Caloiros da Canção", com os Conchas e Daniel Bacelar.
Os discos de estreia de Rui Veloso, UHF, Xutos e Pontapés foram insistentemente passados no programa.
Esta primeira fase de "Rock em Stock" terminou no dia 30 de janeiro de 1982 (na data do 31º aniversário do autor) e Luís Filipe Barros foi tomar conta das manhãs da Rádio Comercial com o seu "Café Com Leite", onde lançou, por exemplo, "Por Este Rio Acima", de Fausto (1984).
"Vamos dar nas vistas", prometia Luís Filipe Barros e deu com os "pequenos-almoços extraordinários" que organizava em direto, como as sardinhas assadas na Feira Popular (de Lisboa), ou a distribuição de sacas de batatas quando havia escassez do produto. Carlos Ribeiro era o seu repórter de rua, "a sua muleta".
"Arranjavam-se umas pastelarias e os ouvintes iam lá. Às tantas eram sardinhas e bacalhau às sete da manhã. Foi a maior loucura que houve neste País, muito maior do que o 'Rock em Stock'".
No Verão de 1983, Luís Filipe Barros estreou-se na televisão com Manuela Moura Guedes com "Berros & Bocas" que só durou uns 3/4 meses. O popular locutor não guarda as melhores recordações desta sua passagem pela TV, acusando a sua parceira de boicotar o programa com o seu excesso de protagonismo que minava as apresentações musicais.
"Ainda hoje, só os meus amigos me podem tratar por "berros". Fui o primeiro locutor a ter um "nickname", mas "afinava" com ele".
"Fazia um barulho infernal. Ninguém estava habituado. Com o 'Rock em Stock' passaram a vender-se mais aparelhos de rádio, mais gira-discos, mais discos".
Sportinguista confesso e dedicado, co-produziu em 1982 com Jaime Lopes, outro sportinguista e seu camarada na Rádio Comercial, um curioso vinil verde de 45 rotações, "Em Frente Sporting", com a equipa campeã nacional do Sporting, onde pontificavam nomes como Meszaros, Manuel Fernandes, António Oliveira, Carlos Xavier, Jordão, Augusto Inácio e José Eduardo. Foi também o autor da letra portuguesa do original "Allez Les Verts", de Jacques Monty e Jean-Louis D'Onorio (1976), hino do clube francês Saint Étienne.
Em 1983 editou, em nome próprio, o que é considerado o primeiro disco português de rap, "Os Lusitansos", que usava a base musical de "Rapper's Delight", dos Sugar Hill Gang. Com letra do próprio Luís Filipe Barros, que demorou seis meses a concluí-la, "Os Lusitansos" conta a História de Portugal até ao III Governo Constitucional, de Mário Soares (1978), e foi número um de vendas. 
Em 1984 apresentou na Rádio Comercial a primeira série do programa Ondas Luisianas (1984-1986), onde passava Bruce Springsteen, U2, Bryan Adams à tarde e Depeche Mode, New Order à noite. 
"Era um programa na esteira do "Rock em Stock", mas dava muito mais trabalho. Cheguei a gastar 9 horas para gravar 45 minutos de programa". 
Em 1986, durante algum tempo, alternou com Herman José as manhãs da Comercial e depois fez "No Calor da Noite", das 03.00 às 06.00, a "maior realização radiofónica de então". 
"Tinha uma equipa fantástica: Fernando Correia, João Perestrelo, Jaime Lopes, Carlos do Carmo, Henrique Viana e Francisco Nicholson. Foi com este programa, sobretudo com Carlos do Carmo, que comecei a gostar de fado". 
De 1986 a 1993 liderou uma segunda fase de "Rock em Stock", com João Menezes e António Freitas, dedicada a um rock mais duro, mais pesado, com Metallica, Judas Priest ou Guns 'n' Roses. O programa terminou com a venda da Rádio Comercial (maio de 1993) a Carlos Barbosa.
Luís Filipe Barros não quis permanecer na rádio privada e, a convite de Jaime Fernandes, foi diretor-adjunto de programas da RDP (Pedro Castelo era o diretor), onde chefiou o arranque da Antena 3 (26 de abril de 1994), da qual foi chefe do departamento de programas, depois de ter conduzido a emissão das 10.00 às 13.00.
Deixou de fazer programas diários de rádio em 1993 quando assumiu funções superiores, mantendo-se porém aos microfones da Antena 1 com programas semanais como "Sol da Meia-Noite" (com música dos anos 50 e 60) e "Duas Horas Com Luís Filipe Barros".
De 2004 a 2011 voltou com um novo formato das "Ondas Luisianas" (segunda série), a par de "Classe 70", programa dedicado ao rock progressivo, após o que se reformou.
Do vastíssimo curriculum de Luís Filipe Barros, consta ainda uma participação no filme "O Lugar do Morto" (1984), de António Pedro Vasconcelos, onde faz o papel de "ele próprio", variadíssimos prémios (mas nunca o "Sete de Ouro" - "iam sempre para o Carlos Cruz") e outras atividades. Era, por exemplo, a voz de "Action Man" em Portugal.
Produziu ou co-produziu discos dos Street Kids, Frodo, Roxigénio, Go Graal Blues Band, bem como o LP de estreia dos UHF, "À Flor da Pele" (1981), foi a voz oficial da RTP no tempo de José Eduardo Moniz.
No seu escritório em casa tem exposto na parede um disco de ouro pelas vendas superiores a 20 mil cópias do I volume de "Rock em Stock" (1999) e um disco de prata pelas vendas superiores a 10 mil cópias do II volume (2000). Nas estantes, entre outras distinções, o Prémio Caravela, atribuído pela Câmara Municipal de Lisboa.
Escreveu dois livros, "Mais Estórias da Música", DisLivro, 2006, 216 páginas, com prefácio de Francisco José Viegas ("Luís Filipe Barros é meu pastor, com ele nada me faltará") e "Mais Estórias do Rock", Contralto, 2013, 108 páginas.
Em 2010, a convite dos CTT, escolheu as 7 bandas portuguesas que fizeram parte de uma emissão filatélica especial, "Rock em Portugal": Quarteto 1111 ("A Lenda de El-Rei D. Sebastião"), Rui Veloso ("Ar de Rock"), Heróis do Mar ("Heróis do Mar"), GNR ("Psicopátria"), UHF ("À Flor da Pele"), Xutos e Pontapés ("Compacto 88") e Moonspell ("Wolfheart").
"Rock em Stock" é uma marca registada em nome de Luís Filipe Barros.
"Fiz do meu "hobby" preferido a minha profissão", clama, ufano.